# Triethylgermaniumchlorid
Triethylgermaniumchlorid ist eine chemische Verbindung aus der Gruppe der germaniumorganischen Verbindungen.

## Gewinnung und Darstellung
Triethylgermaniumchlorid kann durch Reaktion von Germaniumtetrachlorid mit Tetraethylgermanium und Aluminiumchlorid bei 210 °C gewonnen werden. Es wurde 1932 erstmals synthetisiert.

## Eigenschaften
Triethylgermaniumchlorid ist eine farblose, feuchtigkeitsempfindliche Flüssigkeit mit einem Flammpunkt von 113 °C.

## Verwendung
Durch Reaktion mit Lithiumaluminiumhydrid in Diethylether oder Dibutylether kann Triethylgermaniumhydrid gewonnen werden.
{\displaystyle \mathrm {4\ ClGe(CH_{2}CH_{3})_{3}+\ LiAlH_{4}{\xrightarrow[{}]{Et_{2}O}}\ 4\ HGe(CH_{2}CH_{3})_{3}\ +\ LiCl\ +\ AlCl_{3}} }